# Doboz
Doboz è un comune dell'Ungheria di 4 563 abitanti (dati 2001) . È situato nella contea di Békés.